# Guy Langlois
Pour les articles homonymes, voir Langlois.
Guy Langlois, né le 8 décembre 1946, est un écrivain et un journaliste français, auteur de roman policier. 

## Biographie
Guy Langlois publie en 1975 son premier roman, Mort et passion d'un amateur de jardins.
Après avoir travaillé dans la publicité et publié plusieurs ouvrages sur l'art de vivre, il est lauréat, avec Le fond de l'âme effraie, du prix du Quai des Orfèvres 2001.

## Œuvre

### Romans
- Mort et passion d'un amateur de jardins, Éditions Balland (1975)  (ISBN 2-7158-0044-4)
- Le fond de l'âme effraie, Éditions Fayard  (ISBN 2-213-60688-9)

### Autres ouvrages
- Légumes gourmands, coécrit avec Guy Savoy, Plon (1986)  (ISBN 2-259-01484-4)
- Le Grand Livre de la truffe, coécrit avec Pierre-Jean et Jacques Pebeyre, Éditions Robert Laffont (1987)  (ISBN 2-903716-23-4)
- Lexique du francitan parlé à Sète, (1991)  (ISBN 2-909445-01-1)

## Prix et distinctions

### Prix
- Prix du Quai des Orfèvres 2001 pour Le fond de l'âme effraie[1]